# Környezettechnika
A környezettechnika a környezet megóvása érdekében alkalmazott technika.

## Indokoltsága
A környezetkárosítás egyik jelentős forrása maga az emberi tevékenység. Ennek mértéke a technikai eszközök használatával megsokszorozódott, ilyenformán az ipar, ill. az iparszerű tevékenység a környezetszennyezés fő okozójává lépett elő. A technikai fejlődés, az iparszerű tevékenység a környezetkárosítás fő oka, ugyanakkor környezetünk védelmének nincs más lehetősége, mint hogy a technika minden lehetőségét felhasználva megakadályozzuk a környezet károsításait.

## Fő területei
A környezettechnika alapvetően három fő területre tagolható:
- a különböző tevékenységek, technológiák környezetterhelésének csökkentése (pl.: kisebb emissziójú tüzelés, alacsonyabb fordulatszámú motorüzemeltetés, stb.),
- olyan technológiák, berendezések kifejlesztése, alkalmazása melyekkel a környezetszennyezés csökkenthetők (pl.: katalizátor gépkocsinál, víztisztító stb.),
- olyan mérőeszközök, mérési rendszerek, módszerek kialakítása, mellyel a környezetterhelés érzékelhető, mennyisége meghatározható pl.: kis koncentrációk mérése, in situ környezetterhelés meghatározása, stb.).

A környezettechnika főbb szakmai tevékenységi kérdései:
- A környezettechnika globális összefüggései
- A levegőszennyezés csökkentése
- A vízszennyezés csökkentése
- Talajszennyezés csökkentése
- Hulladékok ártalmatlanítása, újrahasznosítása
- Zaj és rezgés elleni védelem
- Rádióaktív hulladékok elleni védekezés
- Környezetvédelem az üzemi gyakorlatban

A környezettechnikából ma már új szakterületként kezelik a megújuló energiaforrások alkalmazásának kérdését.